# 안토니오 노체리노
안토니오 노체리노(이탈리아어: Antonio Nocerino, 1985년 4월 9일 ~ )는 이탈리아의 전직 축구 선수이자 현 축구 지도자로 현재 미국 USL 챔피언십의 마이애미 FC 사령탑을 맡고 있다.

## 수상
이탈리아
- UEFA 유로 2012 준우승